# Gleerups utbildning
Gleerups utbildning är sedan 1990 ett "återupptaget" namn på ett läromedelsförlag. Det ingår i mediekoncernen Berling Media.
Idag är företaget beläget i Malmö, har 60 anställda och omsätter 175 miljoner kronor.[källa behövs] VD är Åsa Steholt Vernerson.
Gleerups utbildning är en aktör inom läromedel, digitala lärverktyg, kurslitteratur och kompetensutveckling från förskola till högskola och materialen tas fram i samarbete med lärarna där.

## Historik
Hösten 1990 sålde bokförlaget Liber sin avdelning för läromedel inom humaniora och matematik, då belägen i Malmö, till Verbum-gruppen. Verbum valde att organisera den övertagna verksamheten som Gleerups förlag, fortsatt med huvudkontor i Malmö. Man återuppväckte namnet Gleerups, ett bokförlag och utbildningsföretag som grundades 1826 i Lund av bokhandlaren C.W.K. Gleerup. Nya Gleerups blev Sveriges tredje största läromedelsförlag med tolv procent av marknaden.
Runt år 2002 ändrades namnet till Gleerups Utbildning. Verbumkoncernen bytte namn till Berling Media år 2006, även det ett återuppväckt namn på ett gammalt Lundaföretag (Berlingska boktryckeriet).